# Olof Trätälja
Olof Trätälja ou Olaf l'Abatteur d'arbres (Vieux Norrois: Óláfr trételgja, suédois: Olof Trätälja, norvégien: Olav Tretelgja, tous les sens de l'Olaf Woodwhittler) est le fils du roi suédois Ingjald « le mal-conseillé » ou « le mauvais souverain » de la Maison d'Yngling, selon l'Ynglingatal, et le petit-fils d'Anund Ier.

## Selon la Saga des rois de Norvège ouHeimskringla
Sa mère était Gauthild, une princesse du Västergötland (ou Gothie occidentale), dont le grand-père maternel était Olof le Perspicace, le roi de Nerike.
Sa mère l'a envoyé auprès de son père adoptif Bove dans le Västergötlan, où il grandit avec son frère adoptif Saxe qui était surnommé Flette.
Lorsqu'Olof entendit parler de la mort de son père, il réunit les hommes qui étaient prêts à le suivre et se rendit auprès de ses parents en Nerike, parce qu'après les atrocités de son père, les Suédois étaient devenus hostiles envers les Ynglings.
Quand les Suédois apprirent qu'Olof et les siens avaient cherché refuge dans le Nerike, ils ont été attaqués et ont dû atteindre l'ouest par les forêts profondes et montagneuses (Kilsbergen) jusqu'au Lac Vänern et l'estuaire de Klarälven (où Karlstad est situé aujourd'hui). Ils s'y sont installés et ont défriché des terres. Ils ont vite créé toute une province appelée Värmland, où ils ont pu construire une bonne vie.
Quand les Suédois apprirent qu'Olof défrichait des terres, ils se sont amusés à l'appeler l'Abatteur d'arbres. Olof épousa une femme du nom de Solveig, qui était une fille d'Halfdan Guldtand du royaume de Solør. Olof et Solveig ont eu deux fils, Ingjald Olofsson et Halfdan Hvitbeinn, qui ont été envoyés dans le royaume de Solør, dans la maison de l'oncle de sa mère.
En raison de roi Ivar Vidfamne, de nombreux Suédois ont émigré au Värmland, et ils sont devenus si nombreux que la province n'a pas pu le supporter. Cette terre a été frappée par la famine, dont les Suédois ont accusé le roi. C'était une vieille tradition en Suède de tenir le roi responsable de la richesse de la terre (voir Domalde). Les Suédois ont accusé Olof de négliger ses sacrifices aux dieux et crurent que ceci était la cause de la famine.
Les colons suédois se sont ainsi rebellés contre Olof, ont assiégé sa maison sur les rives du lac Vänern et l'ont brûlé à l'intérieur. C'est ainsi qu'il a été sacrifié à Odin, comme son ancêtre Domalde.

## Selon l'Ynglingatal et l'Historia Norwegiae
Cependant l'Historia Norwegiae dit qu'Olof succéda à son père et régna comme roi de Suède en paix jusqu'à sa mort.
| Filius Ejus Olavus cognomento tretelgia diu et pacifice functus regno plenus dierum obiit dans Swethia. | Son fils, Olav, connu comme Tretelgje, accomplit un long et paisible règne, et mourut en Suède, après de nombreuses années. |

Les lignes de l'Ynglingatal semblent dire qu'il était un prince suédois (svía jöfri), et qu'il fut brûlé à l'intérieur de son hall et disparut de Gamla Uppsala.

## L'archéologie
Source
Le long des parties avales de la rivière Byälven dans le Värmland, il y a trois grands tumulus, que la légende attribue à Olof Trätälja. En outre, il y a de nombreuses collines fortifiées près de cette rivière et de la rive nord du Lac Vänern témoignant d'une période violente. Les fouilles archéologiques d'une de ces collines fortifiées, Villkorsberget, montrent qu'elle a été brûlée dans une période correspondant à Olof (510-680).